# Eugen Sandow
Eugen Sandow (02 tháng 4 năm 1867 - 14 tháng 10 năm 1925) là vận động viên thể hình đầu tiên của thế giới, ông được coi là "cha đẻ của thể hình hiện đại" ngày nay.

## Cuộc đời
Eugen Sandow sinh ra tại Königsberg, Phổ (nay là Kaliningrad, Nga) vào ngày 02 tháng 4 năm 1867. Cha ông là người Đức và mẹ là người Nga. Gia đình ông theo Giáo hội Luther và họ cũng muốn ông sẽ trở thành một mục sư Lutheran. Ông rời nước Phổ vào năm 1885 để tránh phải đi nghĩa vụ quân sự rồi đi du lịch khắp châu Âu. Ông trở thành một vận động viên xiếc.
Tại Brussels, Eugen Sandow gặp Ludwig Durlacher, một chuyên gia thể hình nổi tiếng ở đó. Ludwig Durlacher công nhận tiềm năng của Sandow và khuyên Eugen Sandow nên tới Anh. Năm 1889, Eugen Sandow du lịch tới Luân Đôn và tham gia vào một cuộc thi thể hiện sức mạnh đàn ông. Eugen Sandow đã đánh bại đương kim vô địch thời đó và ông trở nên nổi tiếng ngay lập tức. Dân chúng thời đó biết đến ông như một siêu sao về thể thao. không lâu sau đó, ông đã nhận được yêu cầu đi biểu diễn từ khắp nước Anh. Trong bốn năm tiếp theo, Ông được ký hợp đồng biểu diễn ở Luân Đôn và nhanh chóng trở thành ngôi sao nhờ các màn bẻ cong thanh sắt hay giật đứt dây xích trên nền nhạc. Chụp những bộ ảnh khoe cơ bắp, cựu võ sĩ đô vật còn nổi danh ở Mỹ.